# Irina Mušailova
Irina Vladimirovna Mušailova (in russo Ирина Владимировна Мушаилова?; 6 gennaio 1967) è un'ex lunghista russa.

## Palmarès

### Mondiali
- 1 medaglia:
  - 1 bronzo (Göteborg 1995 nel salto in lungo)

### Mondiali indoor
- 1 medaglia:
  - 1 argento (Barcellona 1995 nel salto in lungo)